# Dykärrslid
Dykärrslid är en småort i Hemsjö socken i Alingsås kommun i Västra Götalands län. Från 2010 avgränsar SCB här en småort.